# 岩男寿美子
岩男 寿美子（いわお すみこ、本姓・古谷、1935年1月2日 - 2018年1月11日）は、日本の心理学者。専攻は社会心理学。慶應義塾大学名誉教授。男女共同参画審議会会長。元国家公安委員会委員。海外向け雑誌『ジャパンエコー』編集長、「皇室典範に関する有識者会議」メンバー。夫は古谷九八郎（1935 - 、一橋大学卒、元日銀検査役）。

## 生涯
東京出身。1957年慶應義塾大学文学部卒業、エール大学大学院で心理学博士。ハーバード大学講師、慶大新聞研究所助教授、1975年教授、1999年定年退任、名誉教授、武蔵工業大学（現東京都市大学）環境情報学部教授。2005年退職。
1981年国民年金審議会委員。1985年年金審議会委員。1986年郵政審議会委員。1991年外務人事審議会委員。1992年国家公安委員会委員。2007年秋、旭日重光章受勲。
2018年1月11日午前、心のう血腫のため東京都渋谷区の病院で死去した。83歳没。

## 発言
2006年2月『ジャパンエコー』に「女系天皇」を認めた皇室典範に関する有識者会議の報告書を絶賛する論文を寄稿した。併せて、寬仁親王が福祉団体の会報に皇位継承資格について「（男系で続いてきた）我が国固有の歴史と伝統を簡単に変更してよいかどうか」とエッセーを寄稿し、廃絶した宮家の復活などを提案したことや、現実には困難であることを前提に「側室制度の復活」を一例として取り上げたことについて、「側室制度を提案する彼の時代錯誤（アナクロニズム）には驚くしかない」と批判をしている。

## 社会的活動
- 日本学術振興会21世紀COEプログラムプログラム委員会委員（平成18年度）

## エピソード
1992年国家公安委員会の委員に就任した際、「何も知らないから、私ができることで何か警察のお役に立てることを探してくださいね」と佐々淳行に言い、警察官、自衛官、消防官、海上保安官といった危険業務職種OBの叙勲の実現を依頼された。東京都では掃除員でさえ叙勲されていたにもかかわらず、長年危険な現場で奮闘努力した人々が報われてこなかったからである。
総理府の賞勲局に日参し、小泉内閣の大英断があり、2003年、3535名（警察官1923名、自衛官885名、消防官など送付書う634名、法務省の刑務官1名、国土交通省の海上保安官90名）が叙勲された。以後、年2回、3500～3600名に瑞宝双光章あるいは瑞宝単光章が授与され、叙勲からはずれていた「もののふ」たちは数年で解消された。

## 著作
- 『おんなの知恵 茶の間の談話室』三修社 1983
- 『ご夫婦しましょ! “パートタイム夫婦"のすすめ』フォー・ユー 1989
- 『テレビドラマのメッセージ  社会心理学的分析』勁草書房 2000
- 『外国人犯罪者 彼らは何を考えているのか』中公新書 2007

### 共著
- （原ひろ子）女性学ことはじめ 講談社現代新書 1979
- （萩原滋）留学生が見た日本 10年目の魅力と批判 サイマル出版会 1987
- （萩原滋）日本で学ぶ留学生 社会心理学的分析 勁草書房 1988
- （加藤千恵）女性学キーワード 有斐閣双書 1997
- （原ひろ子）科学する心 日本の女性科学者たち 日刊工業新聞社 2007 (B&Tブックス)

### 共編著
- （堀江湛）都民の選択 参院選の意識調査 慶應通信 1977
- （杉山明子）働く母親の時代 子どもへの影響を考える 日本放送出版協会 1984
- （武長脩行）情報社会を生きる女たち コミュニケーションの視点から 日本放送出版協会 1991

### 翻訳
- マクスウェル・ドローク『明日の社会』論争社 1960
- K.P.ラントン『政治意識の形成過程』勁草書房（現代政治理論叢書）1978
- カリール・ジブラーン『生きる糧の言葉』三笠書房 1985

## 参考
- 『人事興信録』1995年